# Zabrus
Pour les articles homonymes, voir Zabrus (homonymie).
Genre
Zabrus est un genre d'insectes coléoptères de la famille des Carabidae.

## Liste des espèces et sous-espèces
Selon NCBI (12 août 2013) :
- Zabrus ambiguus
- Zabrus angustatus
- Zabrus balcanicus
- Zabrus castroi
- Zabrus coiffaiti
- Zabrus consanguineus
- Zabrus constrictus
- Zabrus curtus
  - sous-espèce Zabrus curtus arragonensis
  - sous-espèce Zabrus curtus neglectus
- Zabrus eserensis
- Zabrus estrellanus
- Zabrus flavangulus
- Zabrus galicianus
- Zabrus graecus
  - sous-espèce Zabrus graecus graecus
- Zabrus gravis
- Zabrus guildensis
- Zabrus ignavus
- Zabrus laevigatus
- Zabrus marginicollis
- Zabrus melancholicus
- Zabrus obesus
- Zabrus pecoudi
- Zabrus pinguis
- Zabrus rhodopensis
- Zabrus rotundatus
- Zabrus rotundicollis
- Zabrus seidlitzi
  - sous-espèce Zabrus seidlitzi gredosanus
  - sous-espèce Zabrus seidlitzi laurae
  - sous-espèce Zabrus seidlitzi seidlitzi
- Zabrus silphoides
  - sous-espèce Zabrus silphoides silphoides
- Zabrus spinipes
  - sous-espèce Zabrus spinipes spinipes
- Zabrus tenebrioides
- Zabrus theveneti
- Zabrus trinii
- Zabrus urbionesis
- Zabrus vasconicus